# Agave jaiboli
Agave jaiboli ist eine Pflanzenart aus der Gattung der Agaven (Agave). Ein englischer Trivialname ist „Jaiboli Agave“.

## Beschreibung
Agave jaiboli wächst einzeln. Die offenen Rosetten sind 60 bis 100 cm hoch und 140 bis 200 cm breit. Die grünen, linealischen, lanzettförmigen, aufsteigenden, spitz zulaufenden, gefalteten Blätter sind 60 bis 100 cm lang und 8 bis 12 cm breit. Die unregelmäßig gezahnten Blattränder sind manchmal hornig. Der spitze, rötliche bis braune Enddorn wird 3 bis 4 cm lang.
Der rispige gerade bis gebogene schmale Blütenstand wird 6 bis 8 m hoch. Die schmalen gelben Blüten sind 35 bis 50 mm lang und erscheinen am oberen Teil des Blütenstandes an den variabel angeordneten Verzweigungen. Die trichterige Blütenröhre ist 9 bis 11 mm lang.
Die länglichen braunen dreikammerigen Kapselfrüchte sind 40 bis 50 mm lang und 18 bis 20 mm breit. Die glänzenden, schwarzen Samen sind bis 5 bis 7 mm lang.

## Systematik und Verbreitung
Agave jaiboli wächst in Mexiko im Bundesstaat Sonora an steinigen Hängen, in Gras- und Waldland in 300 bis 1000 m Höhe. Die Art ist vergesellschaftet mit Nolina-Arten.
Die Erstbeschreibung durch Gentry ist 1972 veröffentlicht worden.
Agave jaiboli ein Vertreter der Gruppe Crenatae und wächst in der San Bernardo Region und nahe davon im Bundesstaat Sonora. Innerhalb der Gruppe ist sie durch die schmalen schwertförmigen Blätter zu unterscheiden.